# Arrondissement judiciaire de Tongres
Subdivisions
L'arrondissement judiciaire de Tongres (gerechtelijk arrondissement Tongeren en néerlandais) était l'un des deux arrondissements judiciaires de la province de Limbourg en Belgique et l'un des cinq qui dépendaient du ressort de la Cour d'appel d'Anvers. Il fut formé le 18 juin 1869 lors de l'adoption de la loi sur l'organisation judiciaire et fait partie de l'arrondissement judiciaire du Limbourg depuis la fusion des arrondissements judiciaires de 2014.

## Subdivisions
L'arrondissement judiciaire de Tongres était divisé en 7 cantons judiciaires,. Il comprenait 23 communes, celles de l'arrondissement administratif de Tongres, six des treize communes de l'arrondissement administratif de Maaseik et quatre des dix-huit communes de l'Arrondissement administratif de Hasselt.
Note : les chiffres et les lettres représentent ceux situés sur la carte.
1. Canton de Bilzen
2. Canton de Looz (Borgloon)
3. Canton de Brée (Bree)
4. Canton de Genk
5. Canton de Maas-Mechelen
6. Canton de Masseik
7. Canton de Tongres-Fourons (Tongeren-Voeren)